# Бењадикова
Бењадикова (слч. Beňadiková) насељено је мјесто са административним статусом сеоске општине (слч. obec) у округу Липтовски Микулаш, у Жилинском крају, Словачка Република.

## Становништво
| Година:    | 1994. | 2004.   | 2014.    | 2024.   |
| ---------- | ----- | ------- | -------- | ------- |
| Број људи: | 431   | 435     | 481      | 527     |
| Разлика:   |       | +0,92 % | +10,57 % | +9,56 % |

| Година:    | 2023. | 2024.   |
| ---------- | ----- | ------- |
| Број људи: | 528   | 527     |
| Разлика:   |       | -0,18 % |

Према подацима о броју становника из 2011. године насеље је имало 460 становника.